# Dörfles bei Scheuerfeld
Dörfles bei Scheuerfeld (amtlich: Dörfles b.Scheuerfeld) ist ein westlicher Gemeindeteil der oberfränkischen Stadt Coburg, der 1869 mit dem Nachbarort Scheuerfeld vereinigt wurde.

## Geografie
Der Ort liegt etwa 2,5 Kilometer westlich von Coburg auf einem Bergrücken. Südlich befindet sich Scheuerfeld.

## Geschichte
Die urkundliche Erstnennung war im Jahr 1303 als „Dorfleyn“. Der Ortsname bezeichnet ein kleines Dorf. Im Jahr 1527 wurde der Ort im Verzeichnis der Redwitzschen Senioratslehen erwähnt. Fehlende Einträge im Scheuerfelder Kirchenbuch von 1601 bis 1719 deuten auf eine zeitweise nicht bewohnte Siedlung. Ein Wirtshaus baute 1707 der Scheuerfelder Dorfherr, Hauptmann Georg Christoph von Merklin, an der Straße nach Ummerstadt. Der Ort bestand aus einem Gut, das als Wirtshaus diente und zwei Tropfhäusern. 1715 veräußerte von Merklin die Siedlung an den Würzburger Bischof Johann Philipp von Greiffenclau. 1719 folgte der Weiterverkauf des Wirtshauses. Die Niederen Gerichts- und Lehnbarkeit ging 1721 auf Georg Paul von Hendrich über, der Besitzer des Ahorner Rittergutes war.
1837 zählte das Dorf 44 Einwohner, 1871 waren es 140 und 19 Wohngebäude. Die ganze Gemeindeflur hatte eine Fläche von 1,4 Hektar. Die neue Bezirksstraße von Coburg nach Ummerstadt, die durch Dörfles führte, war 1853 fertiggestellt. 1869 wurde Dörfles im Zuge der ersten Gebietsreform im Coburger Land mit der Gemeinde Scheuerfeld vereinigt. Da Dörfles kein Gemeindeeigentum hatte, wehrte sich Scheuerfeld dagegen. Ein Brand zerstörte am 14. November 1881 mehrere Anwesen.
1925 zählte Dörfles 234 Personen und 35 Wohngebäude. Die evangelische Kirche und Schule befanden sich im 0,5 Kilometer entfernten Scheuerfeld. 1950 hatte das Dorf 374 Einwohner sowie 57 Wohngebäude und 1961 324 Einwohner sowie 63 Wohngebäude.
Im Zuge der Gebietsreform wurden Scheuerfeld und sein Gemeindeteil Dörfles am 1. Juli 1972 in die Stadt Coburg eingegliedert. Die beiden Orte waren inzwischen zusammengewachsen.